# Yola Ramírez
Yola Ramírez, właśc. Yolanda Ramirez-Ochoa (ur. 1 marca 1935 w Teziutlán, zm. 9 marca 2025) – meksykańska tenisistka, mistrzyni French Open w grze podwójnej i mieszanej, dwukrotna finalistka tego turnieju w singlu.
W latach 1960 i 1961 osiągała finały turnieju French Open w Paryżu, ulegając w nich Darlene Hard i Ann Haydon-Jones. Do jej wielkoszlemowych osiągnięć należy zaliczyć też ćwierćfinały Wimbledonu (1959, 1961), US Open (1961, 1963) i półfinał Australian Open (1962).
Wraz z Rosie Reyes wygrała tytuł debla podczas French Open w 1958 roku. W parze z Billy Knightem wygrała grę mieszaną w Paryżu w 1959 roku. Z Eddą Budding osiągnęła deblowy finał US Open 1961.
W 1956 roku wygrała turniej singla i debla w Cincinnati.
Wywalczyła osiem medali na igrzyskach panamerykańskich – cztery złote, trzy srebrne i jeden brązowy. Na igrzyskach Ameryki Środkowej i Karaibów zdobyła cztery złote medale i jeden brązowy.